# ヴィヒガ (カウンティ)
ヴィヒガ（スワヒリ語: Wilaya ya Vihiga）は、ケニア南西部の旧西部州南東部のカウンティ。
中心都市はヴィヒガ。
面積は531.3km2、2009年の人口は55万4622人、人口密度は1043.9人/km2。

## 人口
- 1999年8月24日：49万8883人
- 2009年8月24日：55万4622人[1]

## 隣接カウンティ
- 北：カカメガ (カウンティ)
- 東：ナンディ (カウンティ)
- 南：キスム (カウンティ)
- 西：シアヤ (カウンティ)

## 主要都市
- ヴィヒガ（英語版）：3万6398人[2]